# Djebel Serj
Il Djebel Serj (in arabo جبل السرج, «montagna della sella») è un massiccio montuoso culminante a 1357 m situato nel nord della Tunisia.

## Posizione

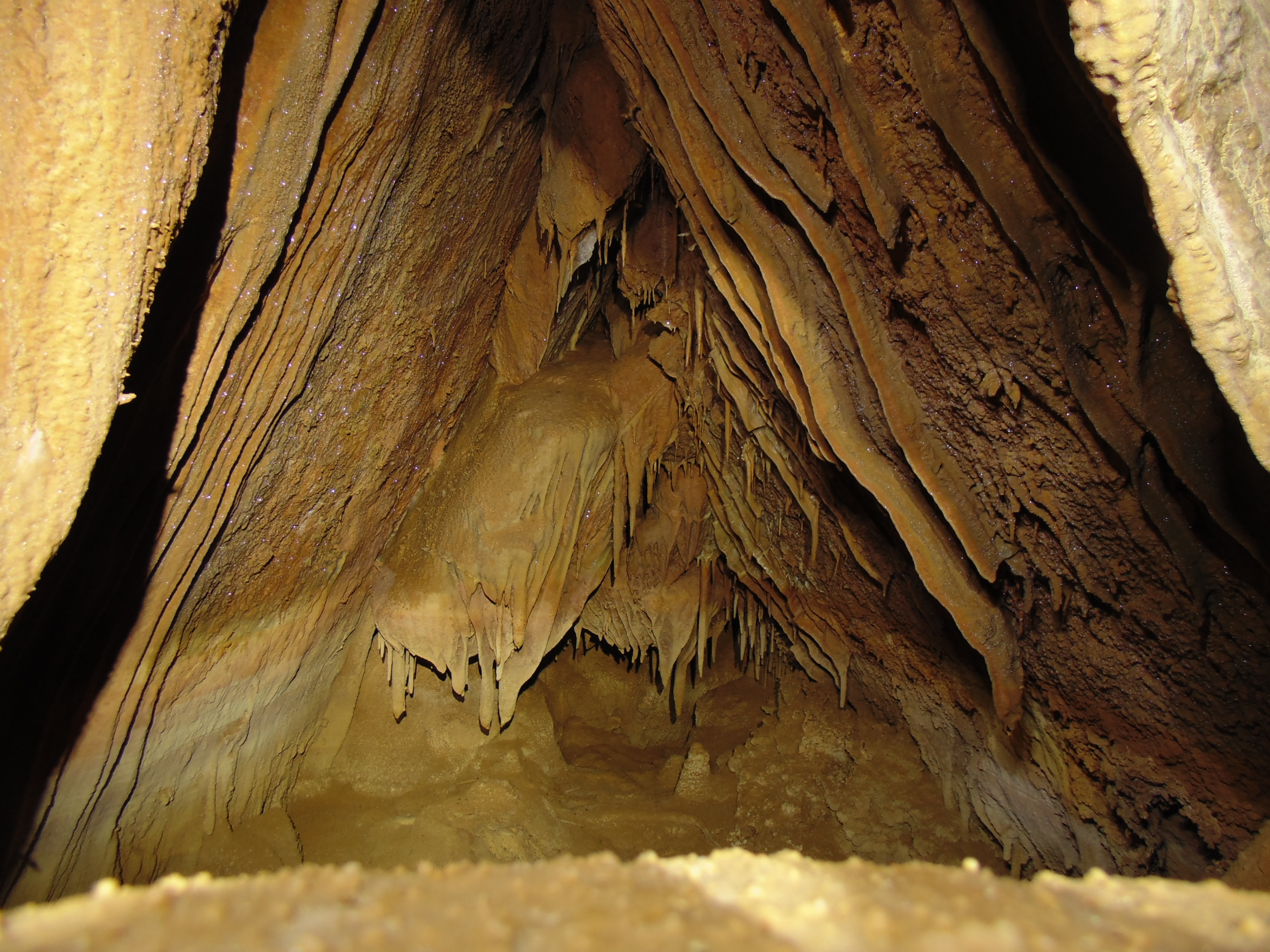
Caverna sui fianchi del Djebel Serj.

Il massiccio montuoso del Djebel Sarj, che si estende per una lunghezza di circa 35 km, si trova a circa 20 km (in linea d'aria) a sud-est della capitale provinciale Siliana. A nord-ovest di esso sorge il massiccio del Djebel Bargou, che culmina a 1266 m. Appena 6 km circa a nord-ovest del Djebel Serj si trova il bacino artificiale della diga Lakhmess.

## Geologia
Questo massiccio calcareo, disposto in direzione sud-ovest/nord-est, è uno dei molti contrafforti orientali della catena montuosa dell'Atlante, che vengono talvolta indicati collettivamente come dorsale tunisina.

## Ascensione
La cima della montagna è facilmente accessibile; tuttavia, l'ascensione viene effettuata raramente a causa della calura opprimente. Sui fianchi della montagna si trovano numerose grotte e caverne, dove trovano riparo i pipistrelli.

## Flora e fauna
Nel 2010 circa 1720 ettari dell'area del Djebel Serj sono stati designati riserva naturale. Le piante predominanti, come i pini d'Aleppo, le querce spinose, i carrubi e le tuie, sono piccole o a foglia coriacea; tuttavia, crescono qui anche circa 100 alberi di acero minore, specie particolarmente rara nell'Africa settentrionale. Nei boschi vivono cinghiali e volpi e rari esemplari di sciacallo e iena striata.